# ويليام ألكسندر هنري
ويليام الكسندر هنري (بالإنجليزية: William Alexander Henry)‏ هو قاضي وسياسي كندي، ولد في 30 ديسمبر 1816 في هاليفاكس في كندا، وتوفي في 3 مايو 1888 في أوتاوا في كندا. حزبياً، نشط في الحزب الليبرالي الكندي. وقد انتخب justice of the Supreme Court of Canada ‏ وانتخب List of mayors of the Halifax Regional Municipality ‏ ( – 1971).